# Tutmoz III.
Tutmoz III. (helenizirano Tutmosis III., poslovenjeno Tot je rojen) je bil šesti faraon Osemnajste egipčanske dinastije, ki je vladal skoraj 54 let od 24. aprila 1479 pr. n. št. do  11. marca 1425 pr. n. št., * 1481 pr. n. št., † 1425 pr. n. št.
Na prestol je prišel kot dve leti star otrok in prvih 22 let vladal kot sovladar svoje mačehe in tete Hačepsut, ki ga je zatem imenovala za faraona. Na prvih ohranjenih spomenikih sta Hačepsut in on prikazana kot enakopravna vladarja. Tutmoz je bil poveljnik Hačepsutine armade. V zadnjih dveh letih samostojnega vladanja je za sovladarja in naslednika izbral sina Amenhotepa II.
Kot samostojen vladar je ustavaril največje kraljestvo v celi zgodovini Egipta. Izvedel je nič manj kot 17 vojnih pohodov in osvojil ozemlje od kraljestva Nija v severni Siriji do četrtega Nilovega katarakta v Nubiji.
Pokopan je bil v Dolini kraljev v Gornjem Egiptu (grobnica KV34).

## Družina
Tutmoz III. je bil sin faraona Tutmoza II. in njegove druge žene Iset. Očetova glavna žena je bila kasnejša faraonka Hačepsut.
Ko je Tutmoz II. umrl, je bil Tutmoz III. premlad za samostojnega vladarja. Njegova regentka in kmalu zatem sovladarka je postala Hačepsut, ki ni nikoli zanikala Tutmozove pravice do prestola, vendar med njenim vladanjem nikoli ni imel velike moči. Hačepsut se je izkazala za uspešno vladarico. Ko je bil Tutmoz III. dovolj star, ga je imenovala za načelnika svoje armade.
Tutmoz III. je imel več žena.
- Satija je bila verjetno mati njegovega prvorojenca Amenemheta.[4] Druga teorija pravi, da je bil Amenemhet sin Tutmozove žene Neferure. Umrl je pred svojim očetom.[5]
- Meritre-Hačepsut je bila mati kronskega princa in Tutmozovega naslednika Amenhotepa II.[4] Razen njega je imela še sina Menkeperreja in hčerke Nebetjunet, Merjetamun (C), Merjetamun (D) in Iset.
- Nebtu e upodobljena na stebru v grobnici Tutmoza III.[5]
- Menvi, Merti in Menhet so bile tujke.[5]
- Neferure je bila morda Tutmozova polsestra,[4] vendar za njuno poroko ni nobenega trdnega dokaza. Neferure bi lahko bila tudi Satija in zato Amenemhetova mati.[5]

## Obdobje in dolžina vladanja
Tutmoz III. je po nizki kronologiji Starega Egipta vladal od 1479 do 1425 pr. n. št. V akademskih krogih je ta kronologija do 1960. let veljala za dogovorjeno egipčansko kronologijo, čeprav so v nekaterih krogih za datume od leta 1504 do 1450 pr. n. št. raje uporabljali visoko egipčansko kronologijo. Ti datumi in vsi datumi iz Osemnajste dinastije so zaradi nedokumentiranih okoliščin opazovanja sotskega (Sirijevega) cikla med vladanjem Amenhotepa I. sporni.  Če bi bila na papirusu z opisom tega astronomskega pojava zapisana tudi zemljepisna širina opazovalca, bi se podatki lahko uporabili za popolno uskladitev egipčanskega koledarja s sodobnim koledarjem. Ker so pojav najverjetneje opazovali v Heliopolisu ali Memfisu v delti Nila ali v Tebah, razlika v zemljepisni širini pomeni časovno razliko 20 let. Za toliko se zato razlikujeta tudi visoka in nizka egipčanska kronologija.
Dolžina vladanja je znana do dneva natančno iz zapisa v grobnici vojaškega poveljnika Amenemheb-Mahuja. Faraon je umrl 30. dan tretjega meseca pereta v 54. letu vladanja.   Ker je na prestol prišel 4. dan 1. meseca šemuja, je s pomočjo astronomskih podatkov mogoče izračunati, da ja vladal od 24. aprila 1479 pr. n. št. do 11. marca 1425 pr. n. št.

## Vojni pohodi
Zgodovinarji imajo Tutmoza III. za vojaškega genija, ki je v 20 letih izvedel najmanj 17 vojnih pohodov. Bil je največji osvajalec v zgodovini Starega Egipta in zato dobil vzdevek "Napoleon Egipta".  Osvojil je 350 mest in večino Bližnjega vzhoda od Evfrata do Nubije. Bil je prvi faraon po Tutmozu I., ki je na pohodu v kraljestvo Mitani prodrl preko Evfrata. Njegovi pohodi so opisani na zidovih Amunovega templja v Karnaku. Egipt je pretvoril v velesilo tistega časa. Na večini pohodov je osvajal mesto za mestom, dokler ni dosegel vdaje celega kraljestva.
Največ zaslug za poznavanje Tutmoza III. ima njegov osebni pisar in poveljnik armade Tanuni, ki je dokumentiral faraonovo vladanje in vojne pohode. Tutmozovi vojaški uspehi so temeljili na revolucionarnih izboljšavah orožja. Egipčani so se od Hiksov naučili uporabljati bojne voove in razen tega začeli preko kopnega tovoriti tudi čolne.

### Prvi pohod
Napis na steli iz Armanta pravi, da je po Hačepsutini smrti na 10. dan 6. meseca 21. leta Tutmozovega vladanja kadeški knez Hiksos napadel Megido. Tutmoz III. se je odpravil na pohod in na 25. dan 8. meseca prišel do obmejne trdnjave Džaru (Sile). Sredi 9. meseca je prodrl do Jehema, mesteca v bližini Megida. Sledila je bitka pri Megidu, verjetno največja v Tutmozovi vojaški karieri.
V Tutmozovih letopisih je podatek, da je njegova vojska šla preko prelaza na Karmelski gori, ki je bil širok samo za enega konja ali moža. Takšnega prelaza na tej gori ni, kaže pa, da je Tutmoz izbral zelo tvegano strategijo. Kadeška vojska ni takoj napadla egipčanske in zato doživela katastrofalen poraz.
Natančne velikosti obeh vojsk je težko ugotoviti. Redford domneva, da sta šteli po 10.000 mož, večina zgodovinarjev pa meni, da je bila egipčanska vojska večja. Na napisu v Amunovem templju v Karnaku je podatek, da se je bitka zgodila na "21. dan 1. meseca šemuja v 23. letu Tutmozovega vladanja, natančno na praznik mlade lune",  se pravi 9. maja 1457 pr. n. št., če je prišel Tutmoz III. na prestol leta 1479 pr. n. št. Egipčani so po zmagi začeli pleniti sovražnikovo premoženje in omogočili nasprotniku umik v Megido. Tutmoz III. je zatem napadel Megido in ga po sedmih ali osmih mesecih obleganja osvojil.
Zmaga je drastično spremenila politično sliko Bližnjega vzhoda. Egipčani so z osvojitvijo Megida dobili nadzor nad celim severnim Kanaanom. Sirske kneze so prilili k plačevanju davkov, njihove sinove pa so kot talce odpeljali v Egipt. Tutmoz III. je začel od asirskih, babilonskih in hetitskih kraljev dobivati darila, ki so jih na zidovih karnaškega templja prikazovali kot davek. Edina izjema je bilo kraljestvo Mitani, ki je postalo cilj naslednjega Tutmozovega pohoda.

### Pohodi v Kanaan in Sirijo
Drugi, tretji in četrti pohod v Sirijo in Kanaan so bili bolj podobni izletom, namenjenim pobiranju davkov.
Zapisi, ki sledijo opisu prvega vojnega pohoda, se štejejo za opis njegovega drugega pohoda. Zapisi omenjajo deželo Retenu, ki se je približno ujemala s Kanaanom, in to, da je drugi  "tribut"  Tutmozu III. takrat plačala tudi Asirija.  Ker so bila besedila napisana verjetno v 40. letu Tutmozovega vladanja ali kasneje, nimajo nobene zveze z njegovim drugim vojnim pohodom, to pa hkrati pomeni, da opisa njegovega drugega pohoda sploh ni.
Tutmozov tretji pohod je bil očitno premalo pomemben, da bi bil omenjen v sicer obsežnih karnaških letopisih. Enako velja za njegov četrti pohod. Nekaj znakov kaže, da je na njem zgradil trdnjavo v spodnjem Libanonu in sekal les za gradnjo obredne ladje.

### Osvojitev Sirije
Peti, šesti in sedmi Tutmozov pohod so bili usmerjeni proti feničanskim mestom v Siriji in proti Kadešu na Orontu. Peti pohod se je začel v 29. letu njegovega vladanja. Na njem je osvojil neznano mesto, v katero je nastanil garnizijo iz Tunipa. Od tam je krenil proti vzhodu in osvojil Ardato in njeno okolico. Mesto je izropal, okoliška polja pa požgal. V nasprotju z njegovimi prejšnjimi roparskimi pohodi je tokrat v deželi Djaha, verjetno v južni Siriji, nastanil svoje vojaške posadke, ki so mu omogočile transport dobrin in vojakov med Sirijo in Egiptom.
Za Tutmozov šesti pohod ni nobenega neposrednega dokaza. Domneva se, da se je zgodil v 30. letu njegovega vladanja. Na njem naj bi vojake prepeljali z ladjami neposredno v Biblos in s tem popolnoma obšli Kanaan. Vojska je po prihodu v Sirijo prodirala po dolini reke Jordan proti severu, izropala okolico Kadeša in se zatem obrnila proti zahodu.  Osvojila je Smirno in zatrla nov upor v Ardati. Da bi preprečil nove upore, je začel Tutmoz v osvojenih mestih jemati talce. Majhen del sirskega plemstva je stopil na stran kraljestva Mitani.
Sirija se je ponovno uprla v 31. letu Tutmozovega vladanja, kar je sprožilo njegov sedmi vojni pohod, na katerem je osvojil pristaniško mesto Ulaza in nekaj manjših feničanskih pristanišč. Zasegel je vse sirske presežke žita in jih uskladiščil v malo pred tem osvojenih pristaniščih. S tem žitom je oskrboval vojsko in egipčansko upravo v Siriji. Izropana sirska mesta so povsem obubožala. Brez gospodarske osnove niso imela nobene možnosti za uspešen upor proti egipčanskim oblastnikom.

### Napad na Mitani
Po vzpostavitvi oblasti v Siriji je Tutmozov cilj postalo kraljestvo Mitani s huritskim prebivalstvom in indo-arijskim vladajočim razredom. Za napad na Mitani je moral prečkati Evfrat. Z ladjo je odplul v Biblos,  kjer je dal zgraditi čolne in jih po kopnem prenesti preko Sirije. Brez njih bi pohod zgledal kot še en pohod v Sirijo, ker je po poti proti severu plenil vse, kar je še ostalo. Pot je nadaljeval po še neosvojenem ozemlju Alepa in Karkemiša, hitro prečkal Evfrat in popolnoma presenetil Mitance. Brez odpora je prodiral od mesta do mesta in ropal in ob steli svojega starega očeta Tutmoza I., postavljeni pred nekaj desetletji, postavil svojo stelo, na kateri je slavil svoj prehod preko Evfrata. Mitanske milice, zbrane za boj proti napadalcem, so imele skromne uspehe. Tutmoz III. se je po pohodu vrnil v Sirijo in se udeležil lova na slone, pobral davke in se kot zmagovalec vrnil v Egipt.

### Pohodi v Sirijo
Tutmoz III. se je vrnil v Sirijo v 34. letu vladanja. Njegov deveti pohod je bil očitno samo manjši vdor v pokrajino Nuhaš, naseljeno s polnomadskimi ljudstvi, kar dokazuje zelo skromen vojni plen.
Zapisi o njegovem desetem pohodu kažejo, da je bil bolj agresiven. V Tutmozovem 35. letu vladanja so Mitanci zbrali veliko vojsko in se pri Alepu udarili z Egipčani. Tutmoz je tudi ta spopad razglasil za svojo veliko zmago, kot vsi njegovi predhodniki, zelo skromen plen pa kaže, da ni bilo tako. V karnaških letopisih je namreč podatek, da je pripeljal samo deset vojnih ujetnikov. Izid bitke z Mitanci je bil verjetno neodločen, dejstvo, da je začel pobirati davek od Hetitov, pa kaže, da se je bitka morda izšla v njegovo korist.
Podrobnosti o njegovih naslednjih dveh pohodih niso znane. Enajsti se je zgodil verjetno v 36. vladarskem letu, dvanajsti pa v 37. vladarskem letu,  ker se je po podatkih v karnaških letopisih trinajsti pohod zgodil v 38. letu njegovega vladanja. Na seznamu davkov, pobranih na dvanajstem pohodu, so tudi divje živali in nekateri minerali, ki kažejo, da bi lahko potekal po stepah okoli Nuhaša.
Trinajsti pohod je bil zelo majhen pohod v Nuhaš.  Štirinajsti pohod je izpeljal v 39. letu vladanja proti Šasujem. Lokacijo pohoda je nemogoče določiti, ker so bili Šasuji nomadi, ki bi lahko živeli kjerkoli med Libanonom, Transjordanijo in Edomom. Od podatkov, povezanih s pohodom, se je ohranil samo njegov datum.
Štirinajsti pohod se šteje kot pohod, čeprav je šlo samo za pobiranje davkov od podložnih kraljestev. Od njegovega naslednjega pohoda so se ohranili samo seznami pobranih davkov. Potekal je verjetno na meji kraljestva Nija.
Njegov zadnji azijski pohod je bolje dokumentiran. Izvedel ga je malo pred 42. letom vladanja, ker so začeli Mitanci domnevno razpihovati upor v vseh večjih mestih v Siriji. Tutmoz je s svojo vojsko prodiral po obalni cesti, zatrl upor na ravnini Arka (v egipčanskih letopisih Arkantu) in se pomaknil do Tunipa. Po osvojitvi Tunipa se je ponovno obrnil proti Kadešu. Uničil je tri okoliške mitanske garnizije in se kot zmagovalec vrnil v Egipt. Njegova zmaga ni bila niti popolna niti trajna, ker Kadeša ni osvojil, oblast Egipta v Tunipu pa se je končala verjetno kmalu po njegovi smrti.

### Pohod v Nubijo
Tutmozov zadnji vojni pohod je potekal v 50. letu njegovega vladanja. Napadel je Nubijo, vendar je prišel samo do četrtega Nilovega katarakta. Tako daleč ni s svojo vojsko prodrl še noben faraon. Dokumenti iz Džebel Barkala, napisani tri leta pred Tutmozovim prihodom, kažejo, da se je egipčanska kultura do tam razširila že pred njim.

## Gradnje
Tutmoz III. je bil velik graditelj, ki je zgradil več kot 50 templjev. Nekateri so se izgubili in so znani samo iz pisnih dokumentov. Naročil je tudi gradnje grobnic za več svojih plemičev, bolj dodelanih od grobnic pred tem. Njegova vladavina je bila tudi obdobje velikih slogovnih sprememb v kiparstvu, slikarstvu in reliefih. Večina teh sprememb se je začela že med vladanjem njegove predhodnice Hačepsut.

### Razvoj umetnosti
Tutmozovi arhitekti in umetniki so obdržali uradni slog svojih predhodnikov in hkrati uvedli nekaj pomembnih novitet. Tutmoz se je po 42. letu vladanja začel upodabljati z dešret - rdečo krono Spodnjega Egipta in šndyt – kiltom, kar se pred njim še ni zgodilo.  Brez primere je bilo tudi njegovo postavljanje stebrov. Bil je edini, ki je v Egiptu postavil dva velika samostojna heraldična stebra, ki nista bila del stebrišča in nista bila namenjena podpiranju strehe. Revolucionarna je tudi njegova jubilejna dvorana, prva znana zgradba v slogu bazilike. Tutmozovi umetniki so dosegli nov višek v egipčanskem pogrebnem slikarstvu – poslikane reliefe v grobnicah so zamenjali povsem poslikane notranje stene. Zgleda, da so se umetniki naučili tudi veščin obdelave stekla, ki so jih razvili v zgodnji Osemnajsti dinastiji. Steklenih vrčev in kozarcev niso pihali, ampak so jih ulivali s pomočjo jeder.

### Karnak
Tutmoz III. je največ pozornosti posvečal gradnjam v Karnaku. V Iput-Isutu, tempeljski domeni v središču Karnaka, je obnovil hipostilno dvorano svojega očeta Tutmoza I., podrl rdečo kapelo kraljice Hačepsut in na njenem mestu zgradil šesti pilon in svetišče za Amonovo ladjo s predprostorom. Okoli osrednje kapele z več majhnimi stranskimi kapelami je zgradil temenos, delavnice in skladišča. Vzhodno od glavnega svetišča je zgradil jubilejno dvorano, v kateri je praznoval svoj Sed festival. Glavna dvorana je bila zgrajena kot bazilika z vrstami stebrov, ki so podpirali streho. V dveh manjših sobah templja so bili reliefi z rastlinami in živalmi, ki jih je faraon prinesel s svojega tretjega vojnega pohoda v Kanaan.
Vzhodno od Iput-Isuta je zgradil še en Amonov tempelj, v katerem je upodobljen kot vladar, ki ga podpira Amon. Njegov obelisk (tekhen-waty) je bil najvišji, ki so ga kdaj uspeli izklesati v Egiptu. Postavil ga je šele njegov naslednik Tutmoz IV. 35 let po smrti Tutmoza III. Rimski cesar Konstancij II. je obelisk prestavil v Rim, kjer so ga preimenovali v Lateranski obelisk. Leta 390 pr. n. št. je cesar Teodozij I. drug obelisk iz karnaškega templja prestavil na hipodrom v Konstantinopel, drugo glavno zgodovinsko prestolnico krščanstva v Rimskem cesarstvu. Slednji je zdaj znan kot Teodozijev obelisk.
Tutmoz III. je v Karnaku zgradil tudi tempelj boginje Mut, sedmi in osmi pilon, izkopal sveto jezero s premerom 80 do 120 m, zgradil še eno svetišče za Amonovo ladjo in ustanovil botanični vrt z obsežno zbirko rastlin in živali.

### Grobnica
Tutmozovo grobnico (KV34) je odkril Victor Loret leta 1898 v Dolini kraljev. Zgrajena je po načrtih, značilnih za grobnice Osemnajste dinastije. Grobnica ima vestibul, ki se za ostrim ovinkom nadaljuje v pogrebno sobo. Do vestibula vodita dve stopnišči in dva prehoda.
V vestibulu so egiptologi odkrili prvi popoln Amduat, v Novem kraljestvu pomembno pogrebno besedilo. Pogrebna soba, podprta z dvema stebroma, je ovalne oblike. Strop je okrašen z zvezdami, ki simbolizirajo jamo božanstva Sokar. Na sredini je velik sarkofag iz rdečega kvarcita v obliki kartuše. Na enem od stebrov je napis, ki slavi omenjeno sončno božanstvo, na drugem pa je upodobljen Tutmoz III., ki ga pod drevesom doji boginja Izida.
Na zidovih so prizori, na katerih Tutmoz s pomočjo bogov premaguje Apepa, kačo kaosa, in s tem pripomore k vsakodnevnem rojstvu sonca in svojemu vstajenju.

## Uničevanje Hašepsutinih spomenikov
Do nedavnega je veljalo, da si je Hašepsut po smrti svojega moža Tutmoza II. prilastila prestol njegovega naslednika Tutzmoza III. Tutmoz III. je bil v tem času očetov sovladar. Zgodnji zgodovinarji so zato špekulirali, da ni Tutmoz III. nikoli odpustil svoji mačehi, da mu prvih dvajset let vladanja ni prepustila popolne oblasti. Sodobne teorije so po odkritju, da mu je Hačepsut prepustila popoln nadzor nad egipčansko armado, te domneve revidirale. Zgodovinarji niso odkrili nobenega trdnega dokaza, da se je na vsak način poskušal dokopati do prestola, po njeni smrti je obdržal vse njene svečenike, njeni spomeniki pa so bili še petindvajset let po njeni smrti, ko je bil Tutmoz III. že precej star, še vedno nepoškodovani. V tem času je imel sovladarja, svojega sina in bodočega fearaona Amenhotepa II., za katerega je znano, da si je hotel prilastiti vsa Hačepsutina dela. In ne nazadnje je bil pogrebni tempelj Tutmoza III. zgrajen ob Hačepsutinem, kar se zagotovo ne bi zgodilo, če bi jo sovražil.
Po Hačepsutini smrti so bili na številnih njenih spomenikih in slikah izbrisani obrazi ali so bili povsem uničeni, tudi tisti v njenem pogrebnem templju v Deir el-Bahariju. Zgodnji sodobni znanstveniki so poškodbe tolmačili kot damnatio memoriae  - izbris iz spomina, ki ga je opravil Tutmoz III. Nedavne raziskave so pokazale, da se je uničevanje začelo šele v 46. ali 47. letu Tutmozovega vladanja, se pravi leta 1433 ali 1432 pr. n. št. Drugo, pogosto spregledano dejstvo, je, da Hačepsut ni bila edina, ki so jo nameravali izbrisati. Na enak način so uničevali tudi spomenike njenega glavnega spremljevalca Senenmuta. Vsa ta dejstva so vnesla globok dvom v priljubljeno teorijo, da je uničevanje naročil ogorčeni Tutmoz III. kmalu po prevzemu oblasti.
Na namerno uničevanje spomina na Hačepsut se zdaj gleda kot na ukrep, ki bi zagotovil nemoten prenos oblasti na Tutmozovega sina, kasnejšega faraona Amenhotepa II., in preprečil, da bi na prestol prišli Hačepsutini potomci, ki so imeli enake ali celo večje pravice do prestola. Z uničevanjem so verjetno odlašali do smrti vplivnih svečenikov in državnih uradnikov, ki so služili tako Hačepsut kot Tutmozu III. Amenhotep II. je celo trdil, da je uničene spomenike zgradil on.

## Smrt in pokop
Iz napisa v grobnici Tutmozovega uradnika Amenemheta je razvidno, da je Tutmoz III. umrl 30. dne III. meseca pereta v 54. letu svojega vladanja. Vladal je 53. let, 20 mesecev in 26 dni. Kot samostojen vladar je vladal malo več kot 30 let.

### Mumija
Tutmozovo mumijo so odkrili leta 1881 v skrivališču nad Haćepsutinim pogrebnim templjem v Deir el-Bahariju. V skrivališču so bile tudi mumije faraonov Ahmoza I., Amenhotepa I., Tutmoza I., Tutmoza II., Ramzesa I., Setija I., Ramzesa II. in Ramzesa IX. iz Osemnajste in Devetnajste dinastije in Pinedžema I., Pinedžema II. in Siamona iz Enaindvajsete dinastije.
Egiptolog  Émile Brugsch, nadzornik prevoza mumij iz Deir el-Baharija, je leta 1881 v odsotnosti generalnega direktorja Urada za egipčanske starine Gastona Maspera mumijo odvil. Maspero je ukazal, da se mumijo ponovno zavije. Ko so jo leta 1886 ponovno "uradno" odvili, so ugotovili, da je v relativno slabem stanju. V podobno slabem ali še slabšem stanju so bile tudi druge mumije iz tega skrivališča. Nekatere so bile v tako slabem stanju, da do jih uspeli odvili šele več let kasneje.
Za razliko od drugih mumij iz skrivališča v Deir el-Bahriju, je bila Tutmozova v krsti, da katere so že davno pred odkritjem odstranili pozlato in okrasje.
Anatom Grafton Elliot Smith je med pregledom mumije ugotovil, da je bila dolga 161,5 cm, vendar so ji manjkala stopala. Tutmoz III. je bil nedvomno višji od tistega, kar je ugotovil Smith. Mumija je zdaj v Egipčanskem muzeju v Kairu (kataloška številka 61068).